# 湖南友谊阿波罗
湖南友谊阿波罗（简称“友阿股份”，深交所：002277）为湖南省境内最大的商业企业集团，以商业零售为主。公司属下有家润多连锁超市（湖南家润多连锁超市有限公司）、远征科技（湖南远征科技发展有限公司）等多家子公司，拥有友谊商店、友谊商城、阿波罗商业城、阿波罗商业广场、春天百货等龙头企业，其家润多超市网点分布有长沙的朝阳店、千喜店，常德店、岳阳店、益阳店等十余家零售企业；2002年公司进入“中国企业500强”。公司总部驻于长沙市八一路1号。